# Rugby-League-Weltmeisterschaft 1985–1988
Die neunte Rugby-League-Weltmeisterschaft fand von 1985 bis 1988 ohne festen Austragungsort statt. Im Finale gewann Australien 25:12 gegen Neuseeland und gewann damit die WM zum sechsten Mal.

## Ergebnisse

### 1985
| 7. Juli | Neuseeland    | 18 : 0 | Australien | Carlaw Park, Auckland Zuschauer: 15.327 Schiedsrichter: Julien Rascagneres |
| 7. Juli | (8:0) Bericht |        |            | Carlaw Park, Auckland Zuschauer: 15.327 Schiedsrichter: Julien Rascagneres |

| 9. November | Vereinigtes Königreich | 6 : 6 | Neuseeland | Headingley Carnegie Stadium, Leeds Zuschauer: 22.209 Schiedsrichter: Barry Gomersall |
| 9. November | (0:6) Bericht          |       |            | Headingley Carnegie Stadium, Leeds Zuschauer: 22.209 Schiedsrichter: Barry Gomersall |

| 7. Dezember | Neuseeland | 22 : 0 | Frankreich | Stade Gilbert Brutus, Perpignan Zuschauer: 5.000 Schiedsrichter: Ron Campbell |
| 7. Dezember | Bericht    |        |            | Stade Gilbert Brutus, Perpignan Zuschauer: 5.000 Schiedsrichter: Ron Campbell |

### 1986
| 16. Februar | Frankreich     | 10 : 10 | Vereinigtes Königreich | Parc des Sports, Avignon Zuschauer: 4.000 Schiedsrichter: Kevin Roberts |
| 16. Februar | (2:10) Bericht |         |                        | Parc des Sports, Avignon Zuschauer: 4.000 Schiedsrichter: Kevin Roberts |

| 29. Juli | Australien | 32 : 12 | Neuseeland | Lang Park, Brisbane Zuschauer: 22.811 Schiedsrichter: Robin Whitfield |
| 29. Juli | Bericht    |         |            | Lang Park, Brisbane Zuschauer: 22.811 Schiedsrichter: Robin Whitfield |

| 17. August | Papua-Neuguinea | 24 : 22 | Neuseeland | Lloyd Robson Oval, Port Moresby Zuschauer: 15.000 Schiedsrichter: Kevin Roberts |
| 17. August | Bericht         |         |            | Lloyd Robson Oval, Port Moresby Zuschauer: 15.000 Schiedsrichter: Kevin Roberts |

| 4. Oktober | Papua-Neuguinea | 12 : 62 | Australien | Lloyd Robson Oval, Port Moresby Zuschauer: 17.000 Schiedsrichter: Neville Kesha |
| 4. Oktober | Bericht         |         |            | Lloyd Robson Oval, Port Moresby Zuschauer: 17.000 Schiedsrichter: Neville Kesha |

| 22. November | Vereinigtes Königreich | 15 : 24 | Australien | Central Park, Wigan Zuschauer: 20.169 Schiedsrichter: Julien Rascagneres |
| 22. November | (6:12) Bericht         |         |            | Central Park, Wigan Zuschauer: 20.169 Schiedsrichter: Julien Rascagneres |

| 13. Dezember | Frankreich | 0 : 52 | Australien | Stade d’Albert Domec, Carcassonne Zuschauer: 5.000 Schiedsrichter: Fred Lindop |
| 13. Dezember | Bericht    |        |            | Stade d’Albert Domec, Carcassonne Zuschauer: 5.000 Schiedsrichter: Fred Lindop |

### 1987
| 24. Januar | Vereinigtes Königreich | 52 : 4 | Frankreich | Headingley Carnegie Stadium, Leeds Zuschauer: 6.567 Schiedsrichter: Mick Stone |
| 24. Januar | (24:4) Bericht         |        |            | Headingley Carnegie Stadium, Leeds Zuschauer: 6.567 Schiedsrichter: Mick Stone |

| 24. Oktober | Vereinigtes Königreich | 42 : 0 | Papua-Neuguinea | Central Park, Wigan Zuschauer: 9.121 Schiedsrichter: Francis Desplas |
| 24. Oktober | (24:0) Bericht         |        |                 | Central Park, Wigan Zuschauer: 9.121 Schiedsrichter: Francis Desplas |

| 15. November | Frankreich | 21 : 4 | Papua-Neuguinea | Stade d’Albert Domec, Carcassonne Zuschauer: 5.000 Schiedsrichter: John Holdsworth |
| 15. November | Bericht    |        |                 | Stade d’Albert Domec, Carcassonne Zuschauer: 5.000 Schiedsrichter: John Holdsworth |

### 1988
| 22. Mai | Papua-Neuguinea | 22 : 42 | Vereinigtes Königreich | Lloyd Robson Oval, Port Moresby Zuschauer: 12.107 Schiedsrichter: Greg McCallum |
| 22. Mai | (6:28) Bericht  |         |                        | Lloyd Robson Oval, Port Moresby Zuschauer: 12.107 Schiedsrichter: Greg McCallum |

| 9. Juli | Australien     | 12 : 26 | Vereinigtes Königreich | Sydney Football Stadium, Sydney Zuschauer: 15.944 Schiedsrichter: Francis Desplas |
| 9. Juli | (0:10) Bericht |         |                        | Sydney Football Stadium, Sydney Zuschauer: 15.944 Schiedsrichter: Francis Desplas |

| 10. Juli | Neuseeland | 66 : 14 | Papua-Neuguinea | Carlaw Park, Auckland Zuschauer: 8.392 Schiedsrichter: Greg McCallum |
| 10. Juli | Bericht    |         |                 | Carlaw Park, Auckland Zuschauer: 8.392 Schiedsrichter: Greg McCallum |

| 17. Juli | Neuseeland     | 12 : 10 | Vereinigtes Königreich | Rugby League Park, Christchurch Zuschauer: 8.525 Schiedsrichter: Mick Stone |
| 17. Juli | (12:8) Bericht |         |                        | Rugby League Park, Christchurch Zuschauer: 8.525 Schiedsrichter: Mick Stone |

| 20. Juli | Australien | 70 : 8 | Papua-Neuguinea | Eric Weissel Oval, Wagga Wagga Zuschauer: 11.685 Schiedsrichter: Neville Kesha |
| 20. Juli | Bericht    |        |                 | Eric Weissel Oval, Wagga Wagga Zuschauer: 11.685 Schiedsrichter: Neville Kesha |

### Abschlusstabelle
| Platz | Mannschaft             | Spiele | G' | U | V | P+  | P-  | Diff. | Punkte |
| ----- | ---------------------- | ------ | -- | - | - | --- | --- | ----- | ------ |
| 1     | Australien             | 7      | 5  | 0 | 2 | 252 | 91  | +161  | 12     |
| 2     | Neuseeland             | 7      | 4  | 1 | 2 | 158 | 86  | +72   | 11     |
| 3     | Vereinigtes Königreich | 8      | 4  | 2 | 2 | 203 | 90  | +113  | 10     |
| 4     | Papua-Neuguinea        | 7      | 1  | 0 | 6 | 84  | 325 | −241  | 4      |
| 5     | Frankreich             | 5      | 1  | 1 | 3 | 33  | 72  | −39   | 0      |

- Australien, Neuseeland und Papua-Neuguinea erhielten zwei Zusatzpunkte, weil Frankreich 1987 einen Großteil des Spielplans nicht erfüllte.

### Finale
| 9. Oktober | Neuseeland     | 12 : 25 | Australien | Eden Park, Auckland Zuschauer: 47.363 Schiedsrichter: Graham Ainui |
| 9. Oktober | (0:21) Bericht |         |            | Eden Park, Auckland Zuschauer: 47.363 Schiedsrichter: Graham Ainui |